# Берг, Рихард
Свен Рихард Берг (28 декабря 1858 — 29 января 1919) — шведский художник-пейзажист и портретист. Искусствовед, педагог. Директор национального музея Швеции (с 1915).

## Биография
Сын Юхана Эдварда Берга, основателя новой шведской школы пейзажистов.
Окончив в 1881 году Шведскую королевскую академию свободных искусств, отправился во Францию, где поселился в колонии художников в Гре-сюр-Луэн. Позже, в Париже был слушателем Академии Коларосси. Ученик Жан-Поля Лорана.
Проявил интерес к символизму и психологии и использовал её методы и подходы в своём искусстве. Вскоре зарекомендовал себя на родине, как талантливого художника-портретиста, хотя его пейзажи сыграют в будущем важную роль в развитии шведского романтического национализма. Его картины 1880-х годов характеризуются преобладающим реализмом с элементами романтизма.
В 1883 впервые выставил свои картины в датском государственном музее искусств в Копенгагене и парижском Салоне.
Его кисти принадлежат портреты ряда известных деятелей шведской культуры, науки и политики в том числе, Августа Стриндберга, Евы Бонье, Эллен Кей, Густава Фрёдинга, Карла Яльмари Брантинга и др.
В 1893 году Р. Берг вместе с несколькими однодумцами основал в Варберге колонию художников, которая позже положила начало так называемой варберской школе живописи, создал там ряд пейзажей (с 1893 по 1896). С 1905 жил под Стокгольмом.
Автор нескольких книг об искусстве.
В феврале 1915 года возглавил Национальный музей Швеции.
31 октября 1917 года был удостоен звания доктора honoris causa в области философии.

## Избранные работы

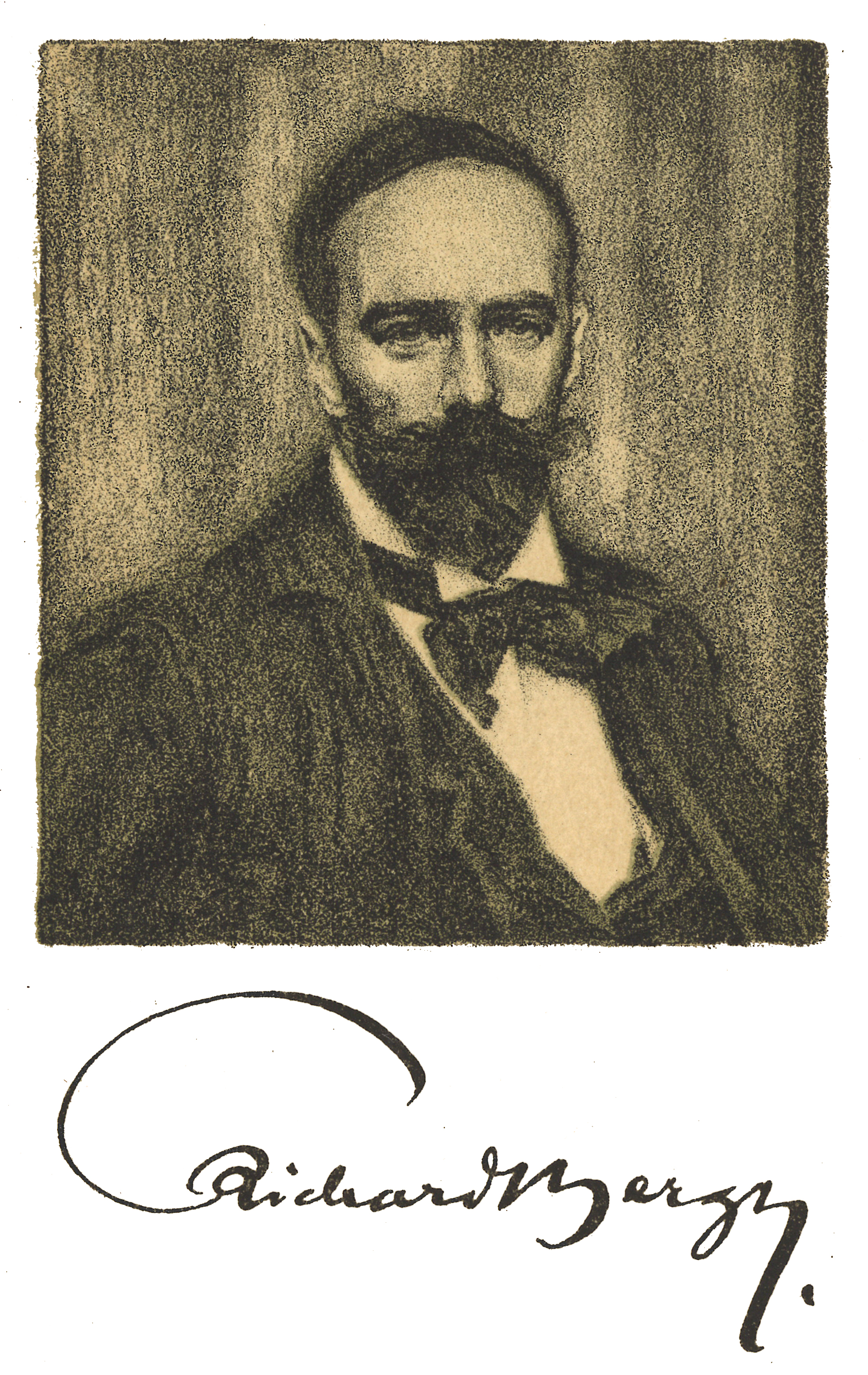
Автопортрет и автограф художника.
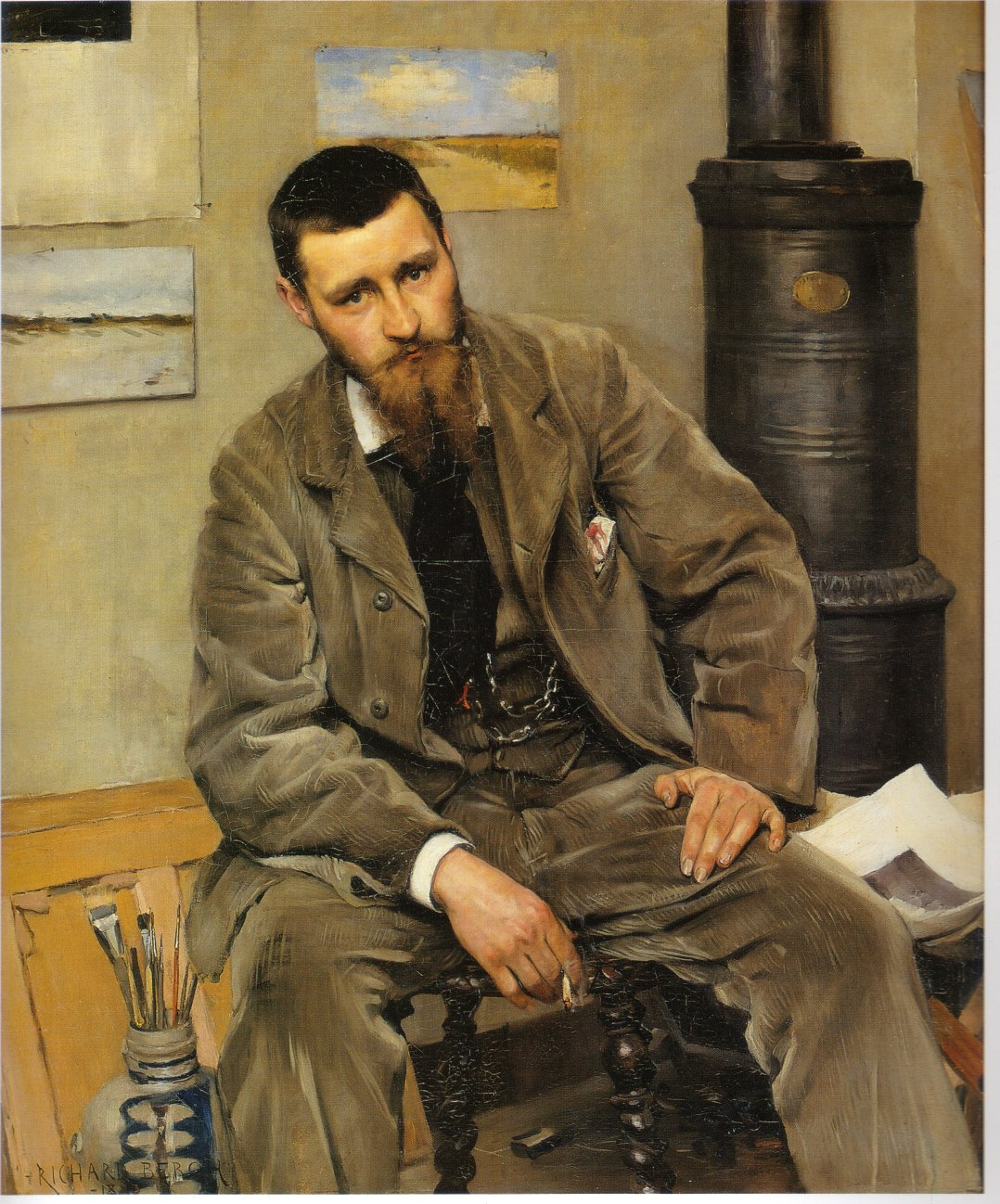
Портрет художника Нильса Крюгера (1883). Государственный музей искусств в Копенгагене.
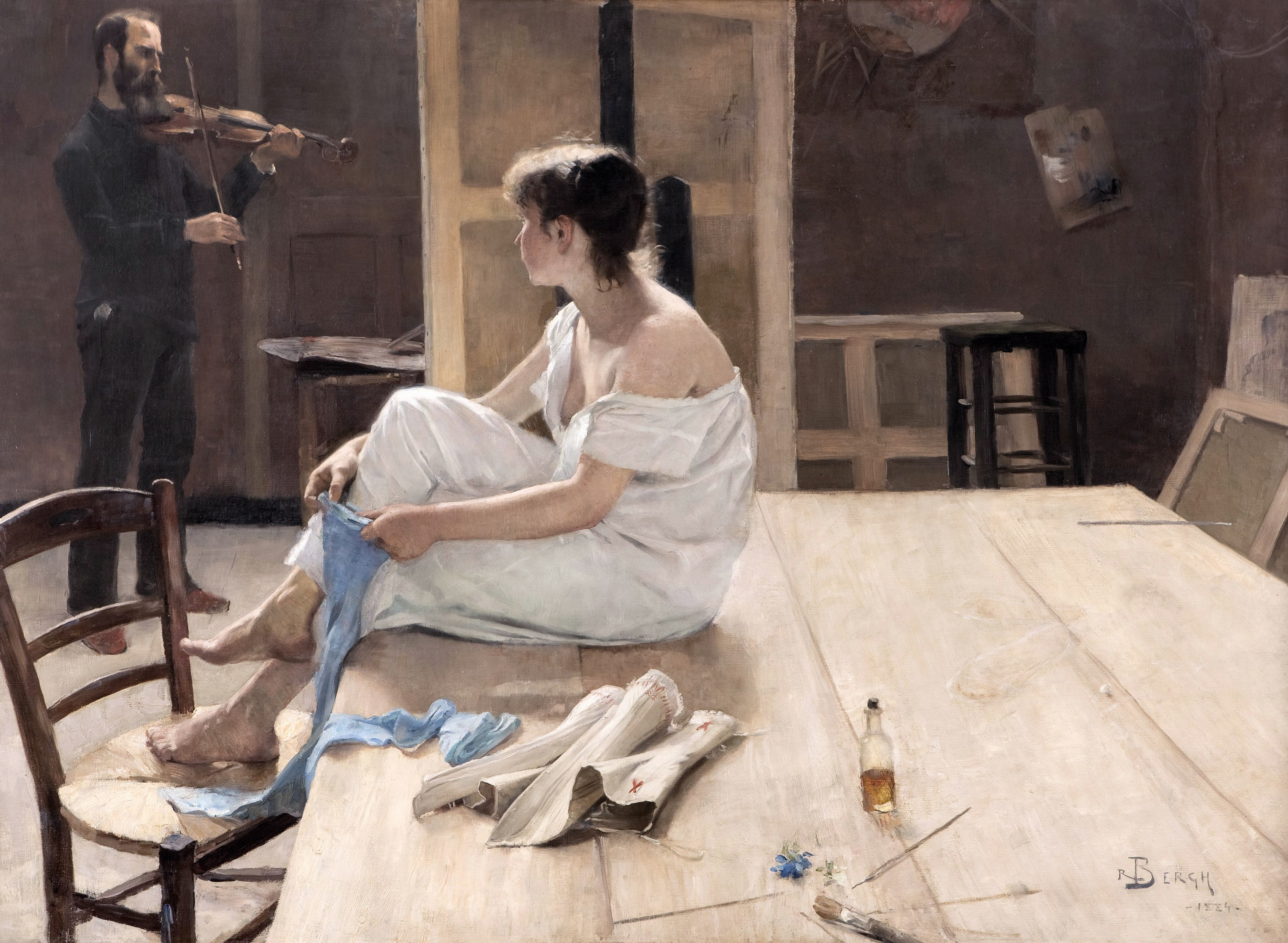
После занятий. (1884). Художественный музей Мальмё.
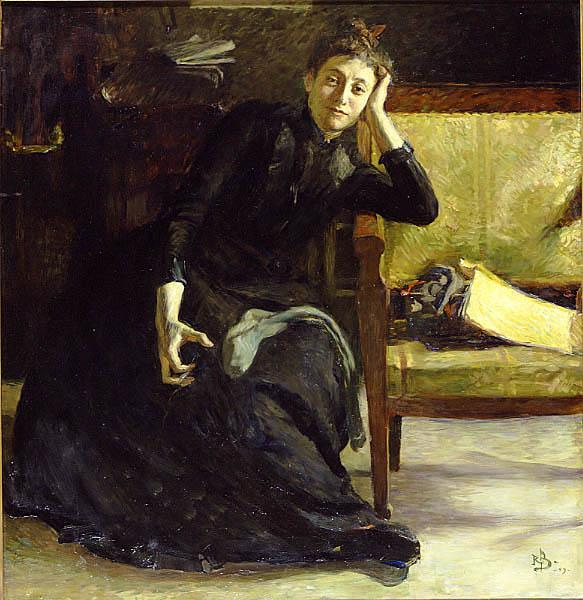
Портрет Евы Бонниер (1889). Национальный музей Швеции.
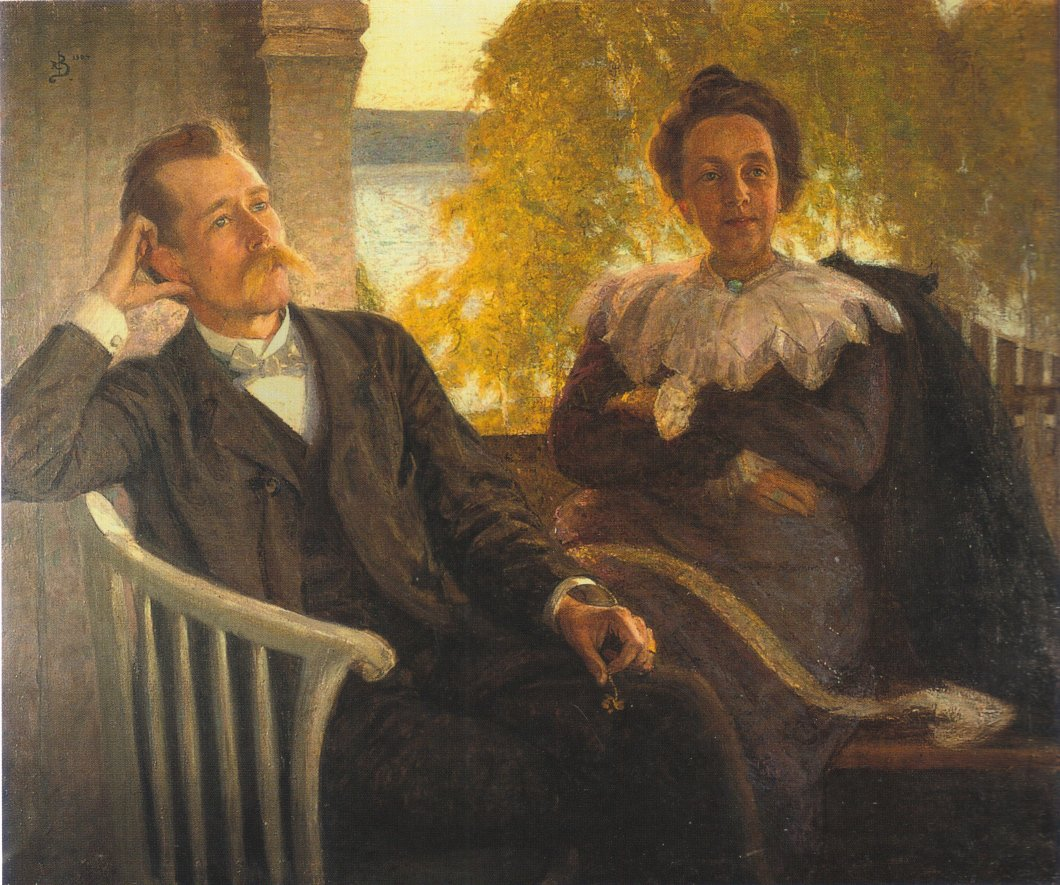
Пер Гальстрём с женой Хельгой (1904)
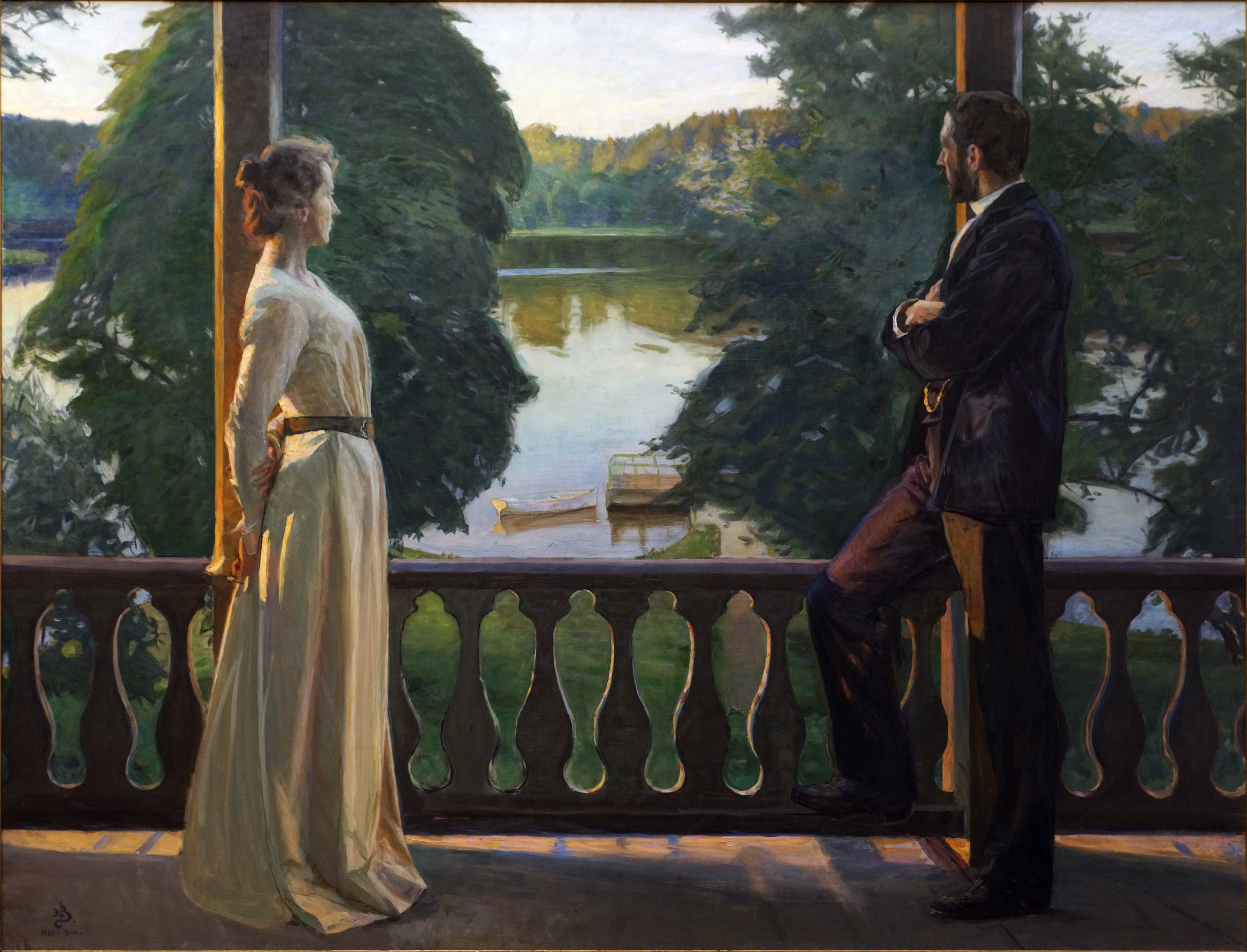
Северное лето. (1899—1900)
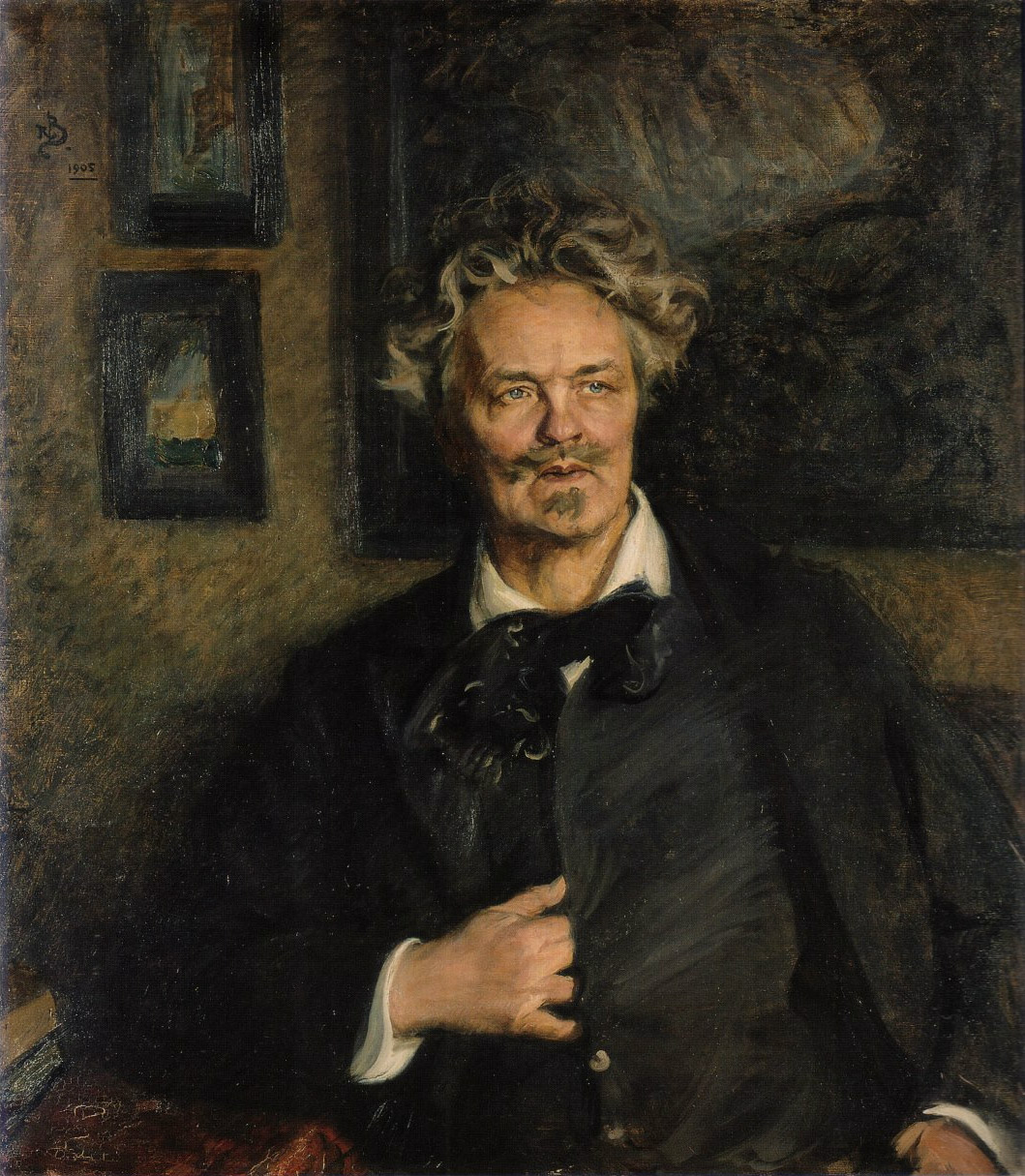
Портрет Августа Стриндберга (1905).
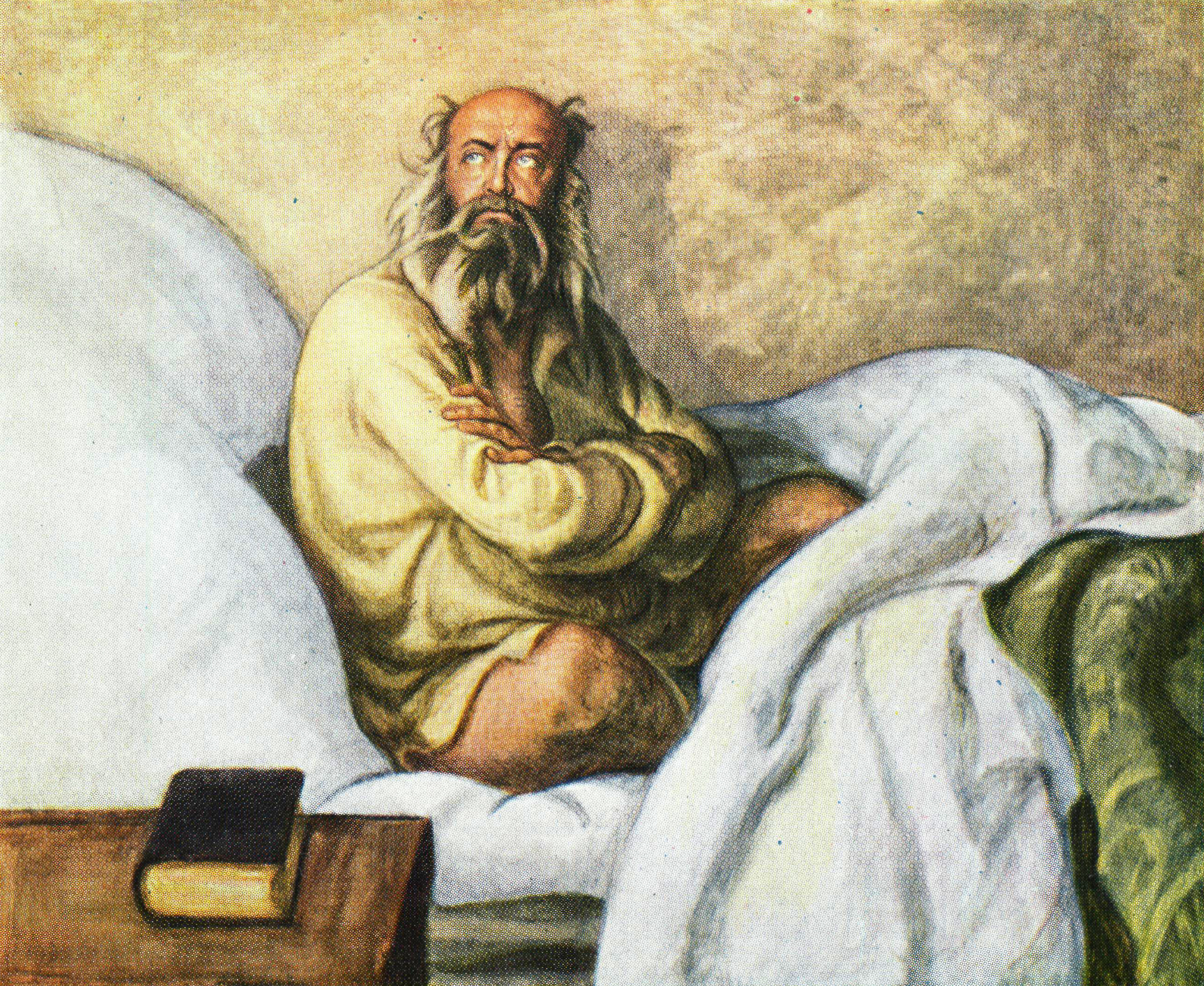
Портрет Густава Фрёдинга (1909)
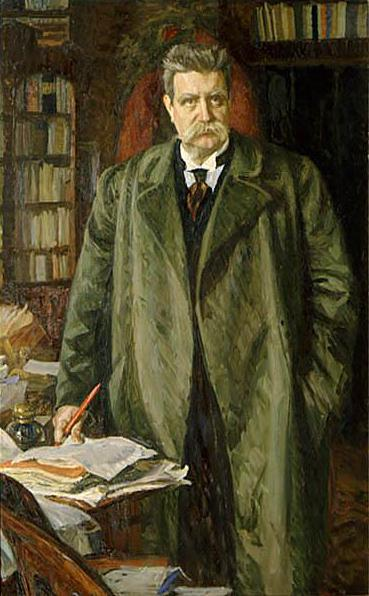
Портрет Карла Яльмари Брантинга (1912). Национальный музей Швеции
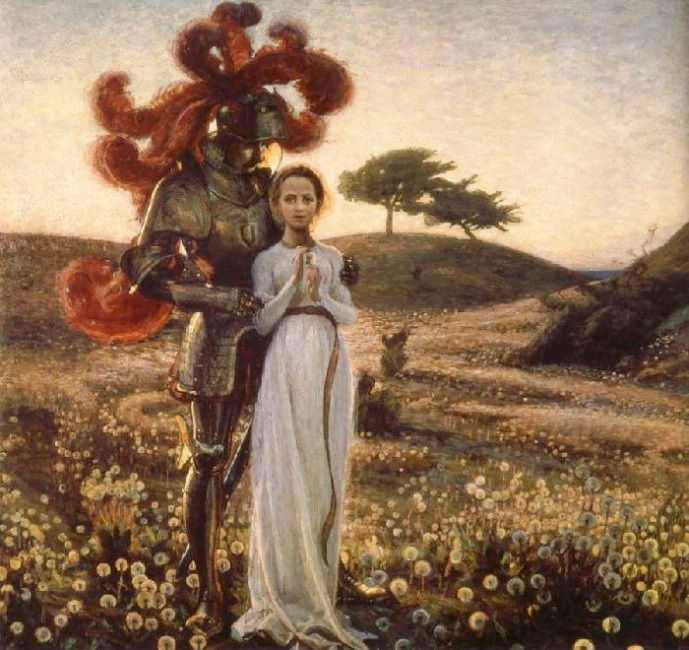
Рыцарь и дама